# 早瀨站
早瀨站（日语：／ Hayase eki */?）是位於靜岡縣濱松市天龍區佐久間町浦川4455號，東海旅客鐵道（JR東海）的飯田線車站。

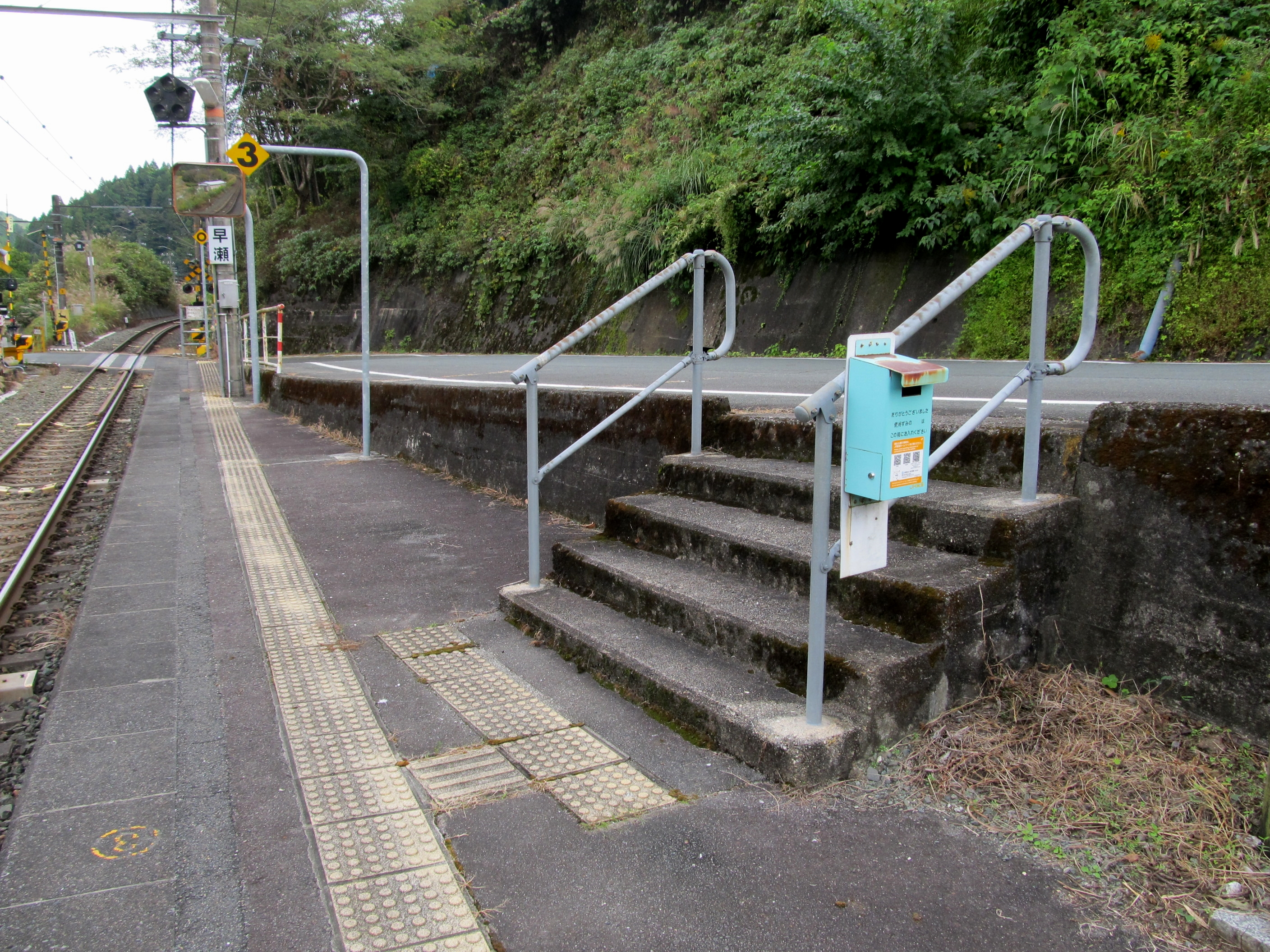
入口階梯(2022年10月)

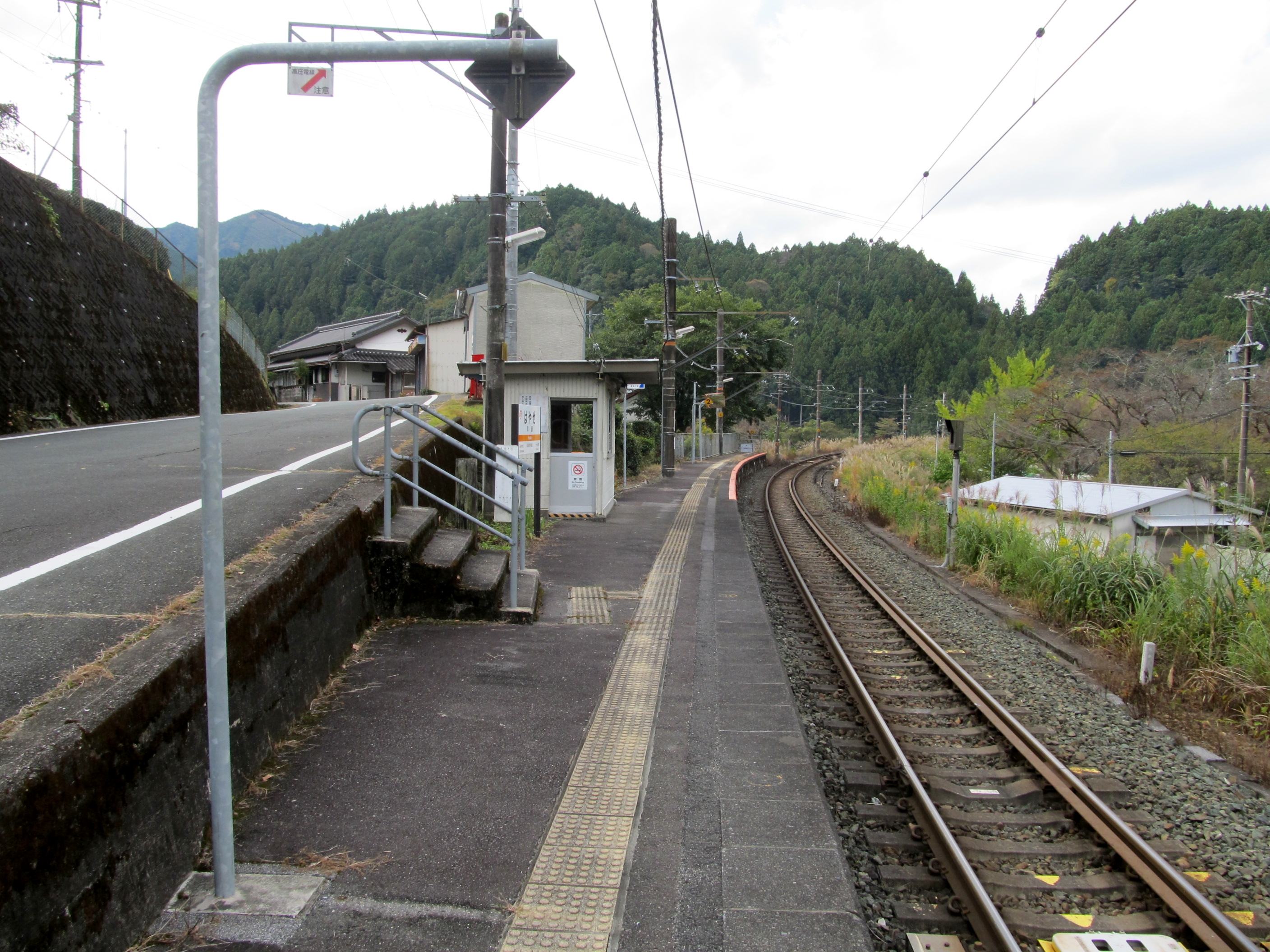
候車室與月台(2022年10月)

## 歷史
- 1935年（昭和10年）5月10日 - 三信鐵道（日语：三信鉄道）浦川站至下川合站開設此站（早瀨停留場）。
- 1943年（昭和18年）8月1日 - 三信鐵道被國有化，成為飯田線的一部分[1]。同時此站廢止。
- 1946年（昭和21年）12月1日 - 運輸省（後來日本國有鐵道）飯田線早瀨站再次啟用。
  - 當時，此站只可來往東海道本線濱松至名古屋之間各站，飯田線各站和中央本線上諏訪至鹽尻之間各站和松本站的乘客使用。
- 1952年（昭和27年）12月2日 - 廢除旅客車站的限制。
- 1987年（昭和62年）4月1日 - 伴隨國鐵分割民營化，車站由東海旅客鐵道（JR東海）營運[1]。

## 車站構造
車站是一座地面車站，設有1面1線單式月台。此站由中部天龍站管理的無人車站。

## 使用狀況
根據「靜岡縣統計年鑑」和「濱松市統計書」，以下為1日平均乘車人次列表：
| 年度   | 1日平均 乘車人次 |
| ------ | ---------------- |
| 1993年 | 26               |
| 1994年 | 26               |
| 1995年 | 29               |
| 1996年 | 29               |
| 1997年 | 27               |
| 1998年 | 27               |
| 1999年 | 27               |
| 2000年 | 26               |
| 2001年 | 不明             |
| 2002年 | 不明             |
| 2003年 | 不明             |
| 2004年 | 不明             |
| 2005年 | 不明             |
| 2006年 | 18               |
| 2007年 | 17               |
| 2008年 | 14               |
| 2009年 | 13               |
| 2010年 | 12               |
| 2011年 | 12               |
| 2012年 | 11               |
| 2013年 | 11               |
| 2014年 | 12               |
| 2015年 | 11               |
| 2016年 | 10               |
| 2017年 | 9                |
| 2018年 | 10               |

## 車站周邊
- 大千瀨川（日语：大千瀬川）
- 國道473號（日语：国道473号）

## 相鄰車站
東海旅客鐵道（JR東海）
 飯田線
■快速
通過
■普通
浦川－早瀨－下川合

## 注腳
1. 1 2  曾根悟（監修）. 朝日新聞出版分冊百科編集部（編集） , 编. . 週刊 歴史でめぐる鉄道全路線 国鉄・JR (朝日新聞出版). 2009-07-26, (3): 15–17 （日语）.